# الكبة (القبيطة)

تعديل مصدري - تعديل

الكبة هي إحدى قرى عزلة القبيطة بمديرية القبيطة التابعة لمحافظة لحج، بلغ تعداد سكانها 110 نسمة حسب تعداد اليمن لعام 2004.